# Acis longifolia
Acis longifolia är en amaryllisväxtart som beskrevs av Jacques Étienne Gay och Max Joseph Roemer. Acis longifolia ingår i släktet Acis och familjen amaryllisväxter.
Artens utbredningsområde är Corsica. Inga underarter finns listade i Catalogue of Life.